# Újezdská brána
Nová Újezdská brána je zaniklá pražská stavba, která v letech 1862–1891 umožňovala průchod pozdně barokním opevněním Prahy na straně smíchovského předměstí. Tato brána nahradila Starou újezdskou bránu, která měla podobu věže s obydlím branného a stála západně od Malostranského rynku, na severní straně pozdější Karmelitské ulice, při pozdějším domě čp. 516/III, a to od roku 1257 do roku 1727. Nová Újezdská brána byla vystavěná v novogotickém stylu z cihelného zdiva a měla tři průchody. 

## Historie

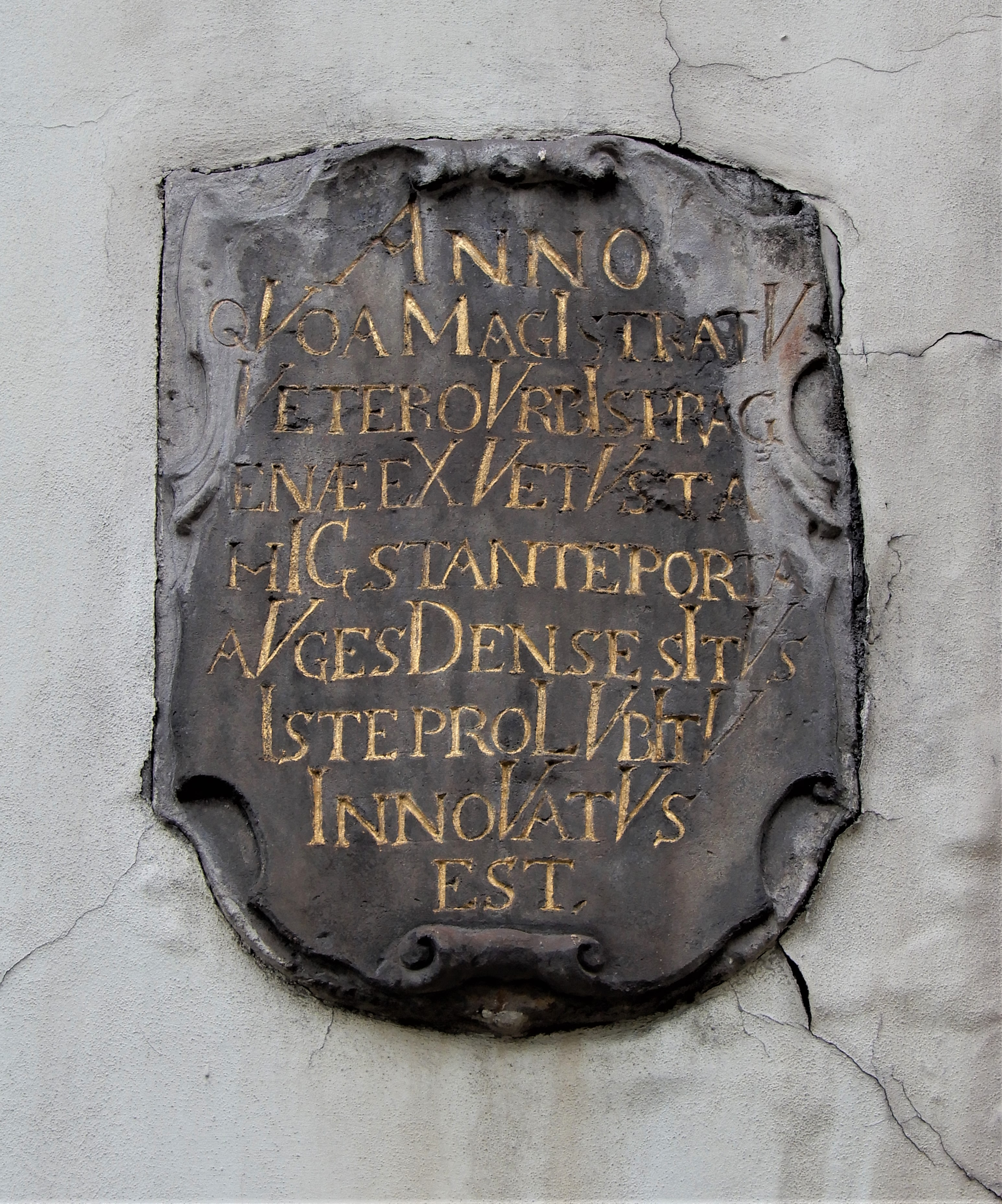
Pamětní nápisová deska opravy Staré Újezdské brány na fasádě domu čp. 516/III, s chronogramem letopočtu 1622

Na Újezdě stávala od poloviny 14. století gotická Kartouzská brána, která vznikla při rozšiřování Malé Strany Hladovou zdí za Karla IV. Předchozí raně gotická brána však nadále sloužila. Na konci 17. století byla zbudována nová brána v rámci výstavby barokního opevnění Prahy.
V polovině 19. století již barokní opevnění ztratilo svůj vojenský význam (sloužilo především pro kontrolu pohybu zboží a osob) a naopak přestalo vyhovovat zvyšujícími se nároky na dopravu. Újezdská brána zajišťovala spojení Prahy na jihozápad (Plzeň, Bavorsko), ale také s mohutně se rozvíjejícím průmyslovým předměstím Smíchov a přístup na most císaře Františka, který až do otevření Palackého mostu roku 1878 zajišťoval silniční spojení Smíchova s pravým břehem Vltavy. Původní úzká několikrát zalamovaná cesta skrz barokní opevnění byla roku 1862 nahrazena širokou cestou v ose ulice Újezd. Vnější líc barokní hradby – kurtina mezi dvěma bastiony – byla nově proražena vedle původní brány, opatřena novou bránou se třemi portály a stará brána zazděna.  

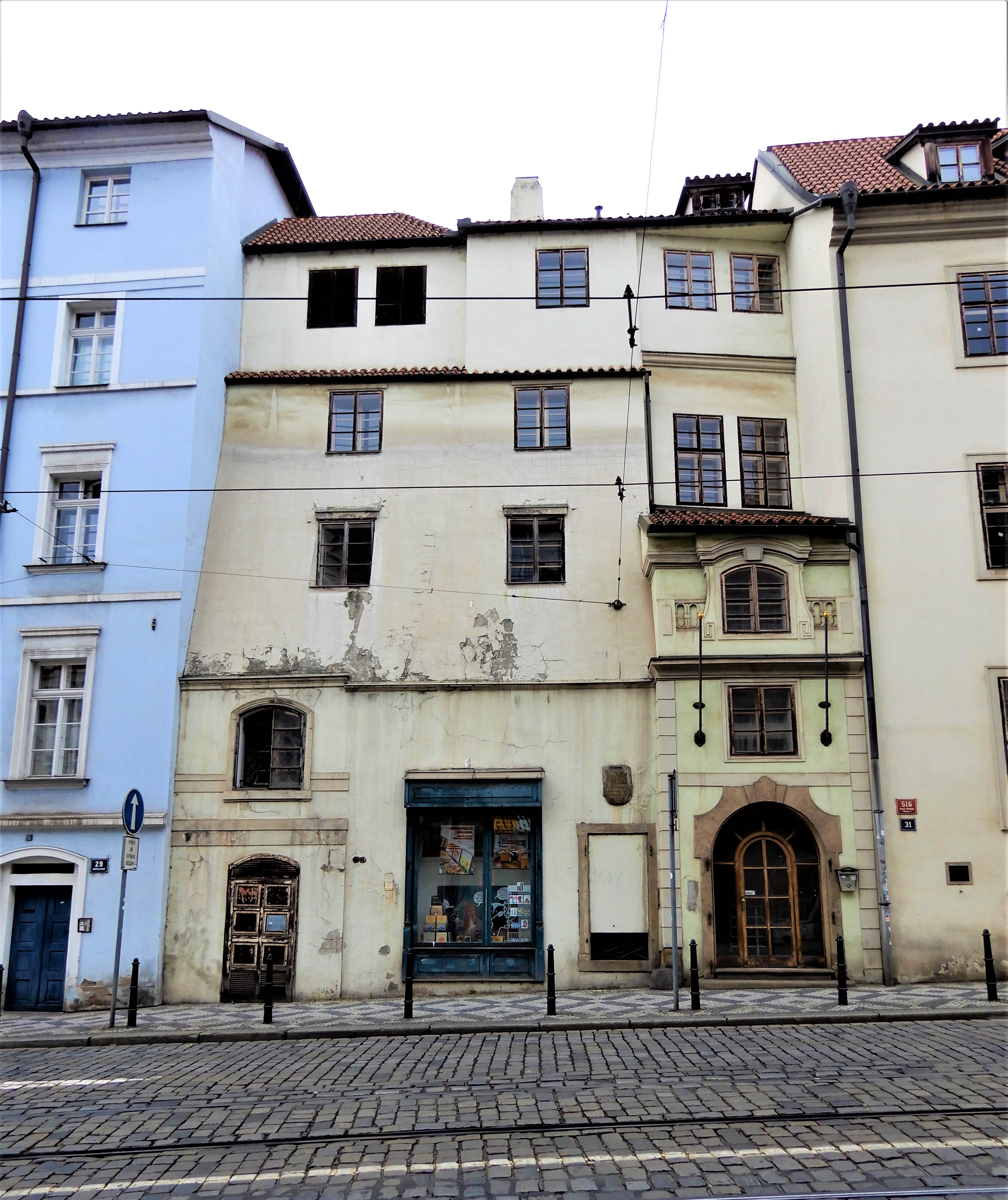
Dům s pamětní deskou stojící dnes na místě brány, Karmelitská 516, Praha 1

Již čtyři roky po dokončení brány bylo rozhodnuto o zrušení městského opevnění na základě zkušeností z prusko-rakouské války. Brána byla zbořena roku 1891 a na jejím místě a na místě opevnění mezi Petřínem a Vltavou pak vznikla nová bytová zástavba, která tvoří území Malé Strany spadající pod Prahu 5. Četné zbytky původního opevnění a bran se dochovaly většinou v suterénech jednotlivých domů.